# San Filippo del Mela
San Filippo del Mela – miejscowość i gmina we Włoszech, w regionie Sycylia, w prowincji Mesyna.
Według danych na rok 2004 gminę zamieszkiwały 6952 osoby, 772,4 os./km².